# Hagagatan, Malmö
Hagagatan är en numera försvunnen gata i Malmö som var belägen i den dåvarande stadsdelen Södervärn, i det område som genom förändring av stadsdelsindelningen 1981 överfördes till Möllevången.
Gatan tillkom 1897 och finns utsatt på tillförordnade stadsingenjören Hans Hedéns karta över området från samma år. Den sträckte sig från Bergsgatan till Bangatan och korsade Claesgatan. Gatan fick tidigt dåligt rykte och redan 1911 anhöll 194 boende i och ägare av fastigheterna vid gatan om att den skulle byta namn på grund av "det dåliga rykte som detta gatunamn, säkerligen af känd anledning förskaffat sig". Malmö stads byggnadsnämnd föreslog Konradsgatan som nytt namn, men stadsfullmäktige avslog framställningen. Gatans rykte som utpräglad fattiggata kom dock att bestå tills all bebyggelse längs denna slutligen revs. År 1970 försvann genom stadsplaneändring den östra delen, som kom att ingå i kvarteret Leonard och 1972 den västra delen, som kom att ingå i kvarteret Abel.